# Шамбрье, Алиса де
Алиса де Шамбрье (фр. Alice de Chambrier, 28 сентября 1861, Невшатель — 20 декабря 1882, там же) — швейцарская поэтесса и новеллистка, писала на французском языке.

## Биография
В годовалом возрасте потеряла мать. В 1876—1877 годах жила в Дармштадте, учила немецкий язык, написала несколько вещей по-немецки. При жизни опубликовала считанные произведения в периодике. За балладу Спящая красавица получила премию Академии цветочных игр в Тулузе (1882). Скончалась от диабетической комы. Известность ей принесло издание сборника её стихов Филиппом Годе под заглавием По ту сторону, часто встречающимся в её поэзии (1883, многократно переиздано).

## Публикации
- Atlantide (1880, поэма)
- Belladonna// Trois Nouvelles : Verena, Belladonna, Cendrillon (1882)
- Au-delà (1883, переизд. 1884, 1885, 1886, 1891, 1899, 1934)
- Le Chatelard de Bevaix dans le Musée neuchâtelois (1884, переизд. 1934, 1947)
- Œuvres poétiques, préface de Marc Eigeldinger, postface de Guy de Chambrier (1972)
- Sibylle ou le Chatelard de Bevaix (1983)
- Légendes et récits, Liminaire (1990)
- Poèmes choisis (1998)
- Oh ! Laissez-moi chanter…, с иллюстрациями Ханса Эрни (2004)